# Pawlicewo (obwód archangielski)
Pawlicewo (ros. Павлицево) – wieś (dieriewnia) w Rosji, w obwodzie archangielskim, w rejonie ustjańskim. W 2021 liczyła 104 mieszkańców.